# Vidbynäs
Vidbynäs är en bebyggelse sydost om Turingen i Turinge socken i Nykvarns kommun. 

2015 avgränsade SCB här en småort. 2018 klassades den som en del av tätorten Turinge och Vidbynäs.

Mangårdsbyggnaden på Vidbynäs säteri, 1900-tal.
Vidbynäs herrgård i vinter, 1900-tal.
Gården vid ån, 1900-tal.